# 1968-as Formula–1 spanyol nagydíj
Az 1968-as Formula–1 világbajnokság második futama a spanyol nagydíj volt.

## Futam
14 év után ismét megrendezték a spanyol nagydíjat, a Madridtól nem messze található Jaramában. Chris Amon szerezte meg pole-t Pedro Rodríguez BRM-je és Hulme McLarenje előtt. Hill autóján először jelent meg a sportágtól idegen reklám, a Gold Leaf cigarettamárka színeire a Lotust piros-arany-fehér színekre festették a korábbi zöld-sárgáról. Az angol a 6. helyről indult.
A rajt után Rodríguez vette át a vezetést Beltoise, Amon és Hulme előtt. A 12. körben Beltoise a Matrával az élre állt, de motorja hamar füstölni kezdett, a 16. körben kiesett. A vezetés Amoné lett, aki eközben megelőzte Rodríguezt. A mexikói a 28. körig követte Amont, amikor elvesztette uralmát autója felett és balesete miatt kiesett. Amon az 58. körben az üzemanyagpumpa miatt kiesett, így Hill vette át a vezetést, majd győzött Denny Hulme és Brian Redman előtt.
| Helyezés | #  | Versenyző            | Csapat/Motor  | Futott körök | Idő/Kiesés oka | Rajthely | Pontszám |
| -------- | -- | -------------------- | ------------- | ------------ | -------------- | -------- | -------- |
| 1        | 10 | Graham Hill          | Lotus-Ford    | 90           | 2:15:02,1      | 6        | 9        |
| 2        | 1  | Denny Hulme          | McLaren-Ford  | 90           | + 15,9         | 3        | 6        |
| 3        | 14 | Brian Redman         | Cooper-BRM    | 89           | + 1 kör        | 13       | 4        |
| 4        | 15 | Ludovico Scarfiotti  | Cooper-BRM    | 89           | + 1 kör        | 12       | 3        |
| 5        | 6  | Jean-Pierre Beltoise | Matra-Ford    | 81           | + 9 kör        | 5        | 2        |
| Kiesett  | 2  | Bruce McLaren        | McLaren-Ford  | 77           | Olajszivárgás  | 4        |          |
| Kiesett  | 7  | John Surtees         | Honda         | 74           | Váltó          | 7        |          |
| Kiesett  | 16 | Jo Siffert           | Lotus-Ford    | 62           | Erőátvitel     | 10       |          |
| Kiesett  | 19 | Chris Amon           | Ferrari       | 57           | Benzinpumpa    | 1        |          |
| Kiesett  | 5  | Piers Courage        | BRM           | 52           | Benzinpumpa    | 11       |          |
| Kiesett  | 9  | Pedro Rodríguez      | BRM           | 27           | Baleset        | 2        |          |
| Kiesett  | 21 | Jacky Ickx           | Ferrari       | 13           | Gyújtás        | 8        |          |
| Kiesett  | 4  | Jochen Rindt         | Brabham-Repco | 10           | Olajnyomás     | 9        |          |

### Statisztikák
Vezető helyen:
- Pedro Rodriguez: 11 (1-11)
- Jean-Pierre Beltoise: 4 (12-15)
- Chris Amon: 42 (16-57)
- Graham Hill: 33 (58-90)

Graham Hill 11. győzelme, Chris Amon 1. pole-pozíciója, Jean-Pierre Beltoise 1. leggyorsabb köre.
- Lotus 31. győzelme.